# Dieksee
De Dieksee is een meer in de Holsteinische Schweiz in de deelstaat Sleeswijk-Holstein in Duitsland.
Het meer heeft een oppervlakte van 386 ha, is 3,4 km lang en tot 1,6 km breed. Het ligt 22 m boven de zeespiegel en de maximale diepte is 38 m. Het bevat de eilanden Langenwarder en Gremswarder.
De Schwentine stroomt door het meer en verbindt het met de andere meren van het gebied.
De Dieksee is in de laatste ijstijd ontstaan.
Scheepvaart is toegelaten en in Malente-Gremsmühlen, Niederkleveez en Timmdorf zijn aanlegsteigers.

## Panorama

Panorama over de Dieksee vanaf de promenade in Malente-Gremsmühlen